# توماس هیل (ورزشکار دو و میدانی)
توماس هیل (انگلیسی: Thomas Hill؛ زادهٔ New Orleans, Louisiana, U.S.) ورزشکار دو و میدانی اهل ایالات متحده آمریکا است.
از فیلم‌ها یا برنامه‌های تلویزیونی که وی در آن نقش داشته‌است می‌توان به بیوه سیاه، فایرفاکس اشاره کرد.
وی در مسابقات کشوری و بین‌المللی در مجموع برندهٔ ۱ مدال برنز شده‌است.